# Palermo (Buenos Aires)
Palermo é um bairro nobre da cidade argentina de Buenos Aires. Está localizado na região nordeste da cidade, sendo delimitado pelos bairros de: Belgrano ao norte, Almagro e Recoleta ao sul, Villa Crespo e Colegiales a oeste e pelo Rio de la Plata a leste. Possui uma área total de 15,9 km² (7 sq mi), sendo o maior bairro de Buenos Aires.
É um dos bairros mais turísticos da cidade devido aos Bosques de Palermo, cafés, restaurantes, discotecas, e o Zoológico de Buenos Aires. Destaca-se também pela grande quantidade de sedes de produtoras de cinema e TV, localizadas em Palermo Hollywood.
No bairro localiza-se o Buenos Aires Lawn Tennis Club, clube de tênis que é o anfitrião do ATP de Buenos Aires, torneio ATP de tênis jogado no saibro. O estádio principal, Horacio Billoch Caride Stadium, tem uma capacidade de 5.500 espectadores. O estádio já sediou a Copa Davis e a Fed Cup.

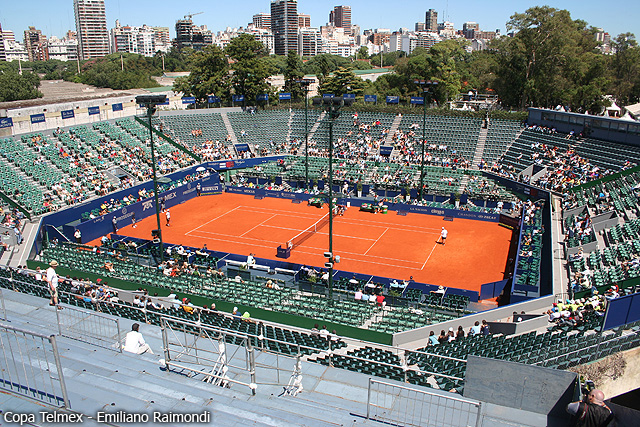
Quadra principal do Buenos Aires Lawn Tennis Club

## História
Há duas versões distintas sobre a origem do nome do bairro. Uma delas remete ao nome da abadia franciscana de "São Benedito de Palermo", existente até os dias atuais. São Benedito (1526 a 1589) e é um dos santos padroeiros complementares de Palermo, capital da Sicília na Itália. Na outra versão, mais popular e apoiada pelos jornalistas, a terra teria sido originalmente comprada por um italiano imigrante chamado "Juan Domingo Palermo" no final do século XVI, logo após a fundação de Buenos Aires em 1580. Futuramente Juan Manuel de Rosas, um político conservador, construiu uma residência de campo na área, que foi confiscada depois de sua queda do poder em 1851.

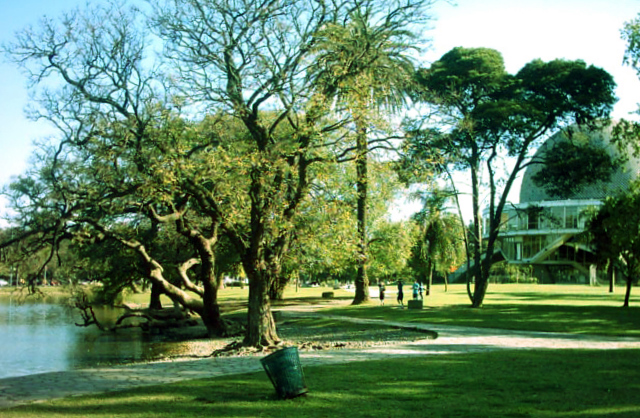
Bosques de Palermo e o Planetario Galileu Galilei.

A área cresceu rapidamente durante o século XIX e, principalmente durante a presidência de Domingo Faustino Sarmiento, responsável pela criação do Jardim Zoológico de Buenos Aires e do "Parque Tres de Febrero", em 1874, e da Plaza Italia e do Palermo Race Track, em 1876.
Durante o século XX o bairro ganhou o Jardim Botânico de Buenos Aires (1902), o Aeroparque Jorge Newbery, vários clubes desportivos, o Jardim Japonês de Buenos Aires e o planetário Galileu Galilei.
Possui várias estações da linha D do Metrô de Buenos Aires, como: Bulnes , Scalabrini Ortiz, Plaza Italia, Palermo, Ministro Carranza, e Olleros (no limite com o bairro de Colegiales). Além disso, três linhas de transporte ferroviário suburbano passam pelo bairro: Retiro - José León Suárez (Mitre), Retiro - Tirgre (Mitre) e Retiro - Pilar (San Martin).

## Atualidade
Palermo possui diversos setores (sub-bairros não oficiais):
- Palermo Chico ou Barrio Parque: É a área mais nobre do bairro. Apresenta mansões e residências de alto padrão, onde vive parte da classe-alta portenha.
- Palermo Viejo:  É a área mais antiga do bairro, onde viveram Jorge Luis Borges e Che Guevara. Historicamente foi uma área residencial popular. Abrigou muitos imigrantes vindos da Polônia, Armênia, Ucrânia e do Líbano. Porém as tradições das famílias espanholas e italianas, existentes a mais tempo na região, são refletidas nos restaurantes locais, igrejas, escolas e centros culturais.
- Palermo Soho: É uma pequena área de Palermo Viejo próxima à Plaza Serrano (oficialmente Plazoleta Cortázar). Abriga escritórios e lojas de moda e design, restaurantes, bares e cultura de rua.
- Palermo Hollywood: Surgiu em meados dos anos 1990 devido à grande quantidade de produtoras de TV, cinema e rádio instaladas em uma pequena região de Palermo Viejo. Atualmente, ele é mais conhecido pela concentração de restaurantes, discotecas, cafés e sua ativa vida noturna.
- Las Cañitas: No início do século XX era um reduto de cortiços, mas passou por um processo de gentrificação e desde então se tornou uma área de luxo. Apresenta diversos arranha-céus, restaurantes e bares, localizados ao lado do Campo de Pólo Argentino.
- Villa Freud: Localizada no em torno de Plaza Güemes, é uma zona residencial conhecida pela sua alta concentração de moradores psicólogos e psiquiatras, daí o seu nome que homenageia o fundador da psicanálise, Sigmund Freud.